# Sainte-Foy-Tarentaise
Sainte-Foy-Tarentaise là một xã thuộc tỉnh Savoie trong vùng Auvergne-Rhône-Alpes ở đông nam nước Pháp.